# Clovia clitellaria
Clovia clitellaria är en insektsart som beskrevs av Van Duzee 1940. Clovia clitellaria ingår i släktet Clovia och familjen spottstritar. Inga underarter finns listade i Catalogue of Life.